# Kepler-1452b
Kepler-1452b es un planeta extrasolar que forma parte de un sistema planetario formado por al menos un planeta. Orbita la estrella denominada Kepler-1452. Fue descubierto en el año 2016 por la sonda Kepler por medio de tránsito astronómico.